# Паничиште
Пани́чиште (болг. Паничище) — село в Кюстендильській області Болгарії. Входить до складу общини Сапарева Баня.

## Населення
За даними перепису населення 2011 року у селі проживала 1 особа.
Розподіл населення за віком у 2011 році:
Динаміка населення: